# Губа, Паулина
Паулина Губа (пол. Paulina Renata Guba; род. 14 мая 1991, Отвоцк) — польская легкоатлетка, которая специализируется в толкании ядра. Чемпионка Европы 2018 года в Берлине. Призёр двух летних Универсиад (2015 и 2017 года). Участвовала на олимпиаде 2016 года, в которой заняла 13-е место.
Личный рекорд — 19,38 м, установлен 8 июля 2018 года.

## Биография
27 августа 2017 года она выиграла бронзовую медаль на Универсиаде в Тайбее с результатом 17,76 м.
4 февраля 2018 года, в Спале, она улучшила свой личный опыт на десять сантиметров до 18,73 м.
8 августа 2018 года в финале чемпионата Европы в Берлине Полина Губа становится чемпионом Европы по своей дисциплине с окончательным результатом в 19.33 м. Она опередила на подиуме двукратную чемпионку Кристина Шваниц (19,19 м) и белорусскую спортсменку Алёну Дубицкую (18,81 м).